# هابرت اوپرمن
هابرت اوپرمن (انگلیسی: Hubert Opperman; ۲۹ مهٔ ۱۹۰۴ – ۱۸ آوریل ۱۹۹۶) دوچرخه‌سوار اهل استرالیا بود. وی در مسابقات تور دو فرانس شرکت کرده‌است.